# Zhenxing (socken i Kina, Guangxi)
Zhenxing (kinesiska: 振兴乡, 振兴) är en socken i Kina. Den ligger i den autonoma regionen Guangxi, i den södra delen av landet, omkring 130 kilometer väster om regionhuvudstaden Nanning.
Genomsnittlig årsnederbörd är 1 843 millimeter. Den regnigaste månaden är augusti, med i genomsnitt 316 mm nederbörd, och den torraste är februari, med 28 mm nederbörd.